# مراد السوداني (شاعر)
مراد رزق الله عبد الرازق ضحى ويُعرف باسم مراد السوداني (وُلد في 23 يونيو 1973 في دير السودان –) هو شاعر وكاتب فلسطيني، له دواوين شعرية وإصدارات في النقد والتحقيق، شغل عدة مناصب في عالم الثقافة الفلسطيني والعربي والعالمي. يشغل منصب الأمين العام للاتحاد العام للكتاب والأدباء الفلسطينيين.

## حياته
ولد مراد السوداني يوم 23 يونيو 1973، في قرية دير السودان قرب مدينة رام الله في فلسطين. درس المرحلة الابتدائية في قرية دير السودان، والإعدادية في بلدة عارورة، والثانوية في بلدة بيرزيت، ودرس الأدب العربي في جامعة بيرزيت وحصل على شهادة البكالوريوس عام 1995، ثم حصل على الماجستير في الدراسات العربية المعاصرة من نفس الجامعة عام 2012.

## عضوية ومناصب
- عمل محرراً في جريدة الأيام الفلسطينية منذ تأسيسها وحتى عام 1997، ثم انتقل إلى جامعة بيرزيت ليعمل محاضراً في برنامج الدراسات العربية المعاصرة خلال العامين 1997 و1998.
- عمل رئيساً لتحرير مجلة (أقواس) التي تعنى بالأصوات الشابة.
- رئيساً لتحرير مجلة الأسرى.
- يشغل حالياً منصب الأمين العام للاتحاد العام للكتاب والأدباء الفلسطينيين.
- رئيس بيت الشعر الفلسطيني.
- والأمين العام للجنة الوطنية الفلسطينية للتربية والثقافة والعلوم في منظمة التحرير الفلسطينية.
- نائب رئيس اتحاد الكتاب والأدباء العرب ونائب رئيس التجمع الدولي للكتاب.

## الجوائز
حصل الشاعر مراد السوداني على الجائزة العالمية للشعر «مدينة مارتن سيكورو 2017 بنسختها التاسعة»، وتشمل الجائزة ثلاثة فائزين على المستوى الإيطالي: الشعر المنظوم، والشعر الحر، والشعر العامي، إضافة إلى جائزة عالمية تمنح سنوياً لشاعر عالمي، حيث خصت فلسطين العام 2017 بجائزة الشعر العالمي التي حصل عليها الشاعر السوداني. ونال جائزة الأولمب الدولية والتي منحه إياها رئيس اتحاد كتاب روسيا، الكاتب نيكولاي إيفانوف عام 2024.

## المؤلفات
لمراد السوداني عدة إصدارات في الشعر والجمع والتحقيق والنقد.

### الشعر
- «رغبوت»1998
- «إشارات النرجس» 2002.[5]
- «صداح الوعر» 2009.
- «السراج عاليا» 2009.
- ديوان «مرقى الغزالة» 2019.[6]
- ديوان "حجر مراد" 2025.[7]

### الجمع والتحقيق
- شعراء فلسطين في نصف قرن (1950-2000).[8]
- السادن الناقة: قصص عن زمن وثني.[9]